# Chapelle Saint-François-Xavier de Vieux-Goa
La chapelle Saint-François-Xavier est un édifice religieux catholique se trouvant à Vieux-Goa, en Inde. Construite vers 1545 elle fut confiée aux Jésuites avec le collège Saint-Paul lorsque celui-ci fut accepté par saint François Xavier (1548). La chapelle était une des deux lieux de culte se trouvant à l’intérieur du domaine collégial, l’un dédié à saint Antoine l'Ermite et l’autre à saint Jérôme, le traducteur de la Bible en latin. 
Saint Xavier, lorsque résidant au collège Saint-Paul avait l’habitude d’y célébrer la messe. Après la canonisation du saint apôtre de l’Asie, en 1622, la chapelle fut redédicacée à saint François Xavier.
Il ne reste plus rien des bâtiments du collège Saint-Paul, sauf le monumental portail d’entrée et cette chapelle Saint-François-Xavier. Longtemps laissée à l’abandon la chapelle fut réparée par le gouvernement portugais en 1859 et rebâtie en 1884. Elle est ouverte au culte, même si l’eucharistie n’y est que rarement célébrée. À partir de mai 2006, 5e centenaire de la naissance de saint Xavier (né le 7 avril 1506), une messe y est célébrée le sixième jour de chaque mois. 
Près de la chapelle, sur son côté oriental, se trouve un puits dont les eaux sont dites avoir des propriétés miraculeuses. Il fut nettoyé en 1974.
La chapelle se trouve sur la liste des monuments d'importance nationale de l'Archaeological Survey of India' et du groupe 'Couvents et églises de Goa' du Patrimoine mondial de l'Unesco.

## Source
- Moreno De Souza: A short history of Old Goa, Old Goa, Basilica of Bom Jesus, 2010, pp.25-26.